# 岬町 (千葉県)
岬町（みさきまち）は千葉県夷隅郡にあった町。
町の名前「岬」の由来となっている九十九里浜の南端太東崎がある。
2005年12月5日に大原町、夷隅町と合併し、いすみ市誕生に伴い消滅した。

## 地理
町の中心を夷隅川が流れる。一宮町までの九十九里平野は太東崎で終わり、ここから南は少しずつ山がちな地形になっていく。又、海岸線に起伏が生まれるようになる。これより北の九十九里浜は遠浅で、中型以上の漁船の乗り入れに適さないのに対し、当町以南では大型の漁船も乗り入れ可能となるため、岬町から南側の沿岸部には漁港が多くなる。

### 隣接していた自治体
- 夷隅郡大原町
- 夷隅郡夷隅町
- 長生郡一宮町
- 長生郡睦沢町

## 歴史
- 1961年（昭和36年）8月1日 - 長者町と太東町が合併し発足[1]。
- 2005年（平成17年）12月5日 - 夷隅町・大原町と合併しいすみ市が発足。同日岬町廃止。

### 行政区域変遷
- 変遷の年表

| 岬町町域の変遷（年表） | 岬町町域の変遷（年表） | 岬町町域の変遷（年表） |
| 年                     | 月日                   | 旧岬町町域に関連する行政区域変遷 |
| ---------------------- | ---------------------- | --- |
| 1889年（明治22年）     | 4月1日                 | 町村制施行により、以下の町村がそれぞれ発足。 - 夷隅郡 - 旭町 ← 長者町・江場土村・三門村・井沢村・東小高村 - 中根村 ← 中滝村・東中滝村・押付村・嘉谷村・鴨根村 - 古沢村 ← 桑田村・岩熊村・市野々村・谷上村・榎沢村 - 長柄郡 - 太東村 ← 椎木村・和泉村・中原村 |
| 1897年（明治30年）     | 4月1日                 | 長柄郡は上埴生郡と合併し長生郡が発足。 |
| 1900年（明治33年）     | 7月25日                | 旭町は改称し長者町となる。 |
| 1953年（昭和28年）     | 7月1日                 | 長者町は中根村と合併し長者町が発足。 |
| 1954年（昭和29年）     | 12月1日                | 古沢村は太東村と合併し太東町が発足。 |
| 1961年（昭和36年）     | 8月1日                 | 長者町と太東町が合併し岬町が発足。 |
| 2005年（平成17年）     | 12月5日                | 岬町は夷隅町・大原町と合併しいすみ市が発足。岬町は消滅。 |

- 変遷表

| 岬町町域の変遷表 | 岬町町域の変遷表 | 岬町町域の変遷表 | 岬町町域の変遷表    | 岬町町域の変遷表 | 岬町町域の変遷表             | 岬町町域の変遷表       | 岬町町域の変遷表    | 岬町町域の変遷表         | 岬町町域の変遷表 |
| 1868年 以前      | 1868年 以前      | 1868年 以前      | 明治元年 - 明治22年 | 明治22年 4月1日  | 明治22年 - 昭和19年          | 昭和20年 - 昭和64年    | 昭和20年 - 昭和64年 | 平成元年 - 現在          | 現在             |
| ---------------- | ---------------- | ---------------- | ------------------- | ---------------- | ---------------------------- | ---------------------- | ------------------- | ------------------------ | ---------------- |
| 長柄郡           |                  | 椎木村           | 椎木村              | 太東村           | 明治30年4月1日 長生郡発足    | 昭和29年12月1日 太東町 | 昭和36年8月1日 岬町 | 平成17年12月5日 いすみ市 | いすみ市         |
| 長柄郡           | 和泉村           |                  |                     | 太東村           | 明治30年4月1日 長生郡発足    | 昭和29年12月1日 太東町 | 昭和36年8月1日 岬町 | 平成17年12月5日 いすみ市 | いすみ市         |
| 長柄郡           | 中原村           |                  |                     | 太東村           | 明治30年4月1日 長生郡発足    | 昭和29年12月1日 太東町 | 昭和36年8月1日 岬町 | 平成17年12月5日 いすみ市 | いすみ市         |
| 夷隅郡           |                  | 桑田村           | 桑田村              | 古沢村           | 古沢村                       | 昭和29年12月1日 太東町 | 昭和36年8月1日 岬町 | 平成17年12月5日 いすみ市 | いすみ市         |
| 夷隅郡           |                  | 岩熊村           | 明治10年 岩熊村     | 古沢村           | 古沢村                       | 昭和29年12月1日 太東町 | 昭和36年8月1日 岬町 | 平成17年12月5日 いすみ市 | いすみ市         |
| 夷隅郡           | 勝間村           |                  | 明治10年 岩熊村     | 古沢村           | 古沢村                       | 昭和29年12月1日 太東町 | 昭和36年8月1日 岬町 | 平成17年12月5日 いすみ市 | いすみ市         |
| 夷隅郡           | 市野々村         |                  |                     | 古沢村           | 古沢村                       | 昭和29年12月1日 太東町 | 昭和36年8月1日 岬町 | 平成17年12月5日 いすみ市 | いすみ市         |
| 夷隅郡           | 谷上村           |                  |                     | 古沢村           | 古沢村                       | 昭和29年12月1日 太東町 | 昭和36年8月1日 岬町 | 平成17年12月5日 いすみ市 | いすみ市         |
| 夷隅郡           | 榎沢村           |                  |                     | 古沢村           | 古沢村                       | 昭和29年12月1日 太東町 | 昭和36年8月1日 岬町 | 平成17年12月5日 いすみ市 | いすみ市         |
| 夷隅郡           |                  | 長者町           | 長者町              | 旭町             | 明治33年7月25日 長者町に改称 | 昭和28年7月1日 長者町  | 昭和36年8月1日 岬町 | 平成17年12月5日 いすみ市 | いすみ市         |
| 夷隅郡           | 江場土村         |                  |                     | 旭町             | 明治33年7月25日 長者町に改称 | 昭和28年7月1日 長者町  | 昭和36年8月1日 岬町 | 平成17年12月5日 いすみ市 | いすみ市         |
| 夷隅郡           | 三門村           |                  |                     | 旭町             | 明治33年7月25日 長者町に改称 | 昭和28年7月1日 長者町  | 昭和36年8月1日 岬町 | 平成17年12月5日 いすみ市 | いすみ市         |
| 夷隅郡           | 井沢村           |                  |                     | 旭町             | 明治33年7月25日 長者町に改称 | 昭和28年7月1日 長者町  | 昭和36年8月1日 岬町 | 平成17年12月5日 いすみ市 | いすみ市         |
| 夷隅郡           |                  | 小高村           | 明治12年 東小高村   | 旭町             | 明治33年7月25日 長者町に改称 | 昭和28年7月1日 長者町  | 昭和36年8月1日 岬町 | 平成17年12月5日 いすみ市 | いすみ市         |
| 夷隅郡           |                  | 部田村           | 明治12年 中滝村     | 中根村           | 中根村                       | 昭和28年7月1日 長者町  | 昭和36年8月1日 岬町 | 平成17年12月5日 いすみ市 | いすみ市         |
| 夷隅郡           |                  | 福原村           | 明治4年 東中滝村    | 中根村           | 中根村                       | 昭和28年7月1日 長者町  | 昭和36年8月1日 岬町 | 平成17年12月5日 いすみ市 | いすみ市         |
| 夷隅郡           | 小福原村         |                  | 明治4年 東中滝村    | 中根村           | 中根村                       | 昭和28年7月1日 長者町  | 昭和36年8月1日 岬町 | 平成17年12月5日 いすみ市 | いすみ市         |
| 夷隅郡           | 押日村           |                  |                     | 中根村           | 中根村                       | 昭和28年7月1日 長者町  | 昭和36年8月1日 岬町 | 平成17年12月5日 いすみ市 | いすみ市         |
| 夷隅郡           | 嘉谷村           |                  |                     | 中根村           | 中根村                       | 昭和28年7月1日 長者町  | 昭和36年8月1日 岬町 | 平成17年12月5日 いすみ市 | いすみ市         |
| 夷隅郡           | 鴨根村           |                  |                     | 中根村           | 中根村                       | 昭和28年7月1日 長者町  | 昭和36年8月1日 岬町 | 平成17年12月5日 いすみ市 | いすみ市         |

## 行政
- 町長　高地万寿吉
- 町長　太田義男 ←→ 太田儀男
- 町長　江沢嘉助
- 町長 太田洋

## 経済
- 農業
  - 古くから水稲栽培が行われている。
  - 北東部(谷上・椎木)では梨の栽培もある。
  - 太東地区では甘みの多いキャベツ栽培が盛んで「キャベツ御殿」と呼ばれる豪華な農家も見られる。
- 漁業
  - 機械根と呼ばれる海中の浅瀬があり、好漁場となる。
  - 太東漁港がある。太東漁港より北の漁港は九十九里町の片貝漁港で、九十九里海岸が終わる当町以南では九十九里海岸沿岸市町村と打って変わって漁港が多く見られるようになる。
  - 大原町の大原漁港などと共に外房大原夷隅東部漁協を形成しているが、漁協別の水揚げ量で見た場合イセエビの水揚げ量は日本一である。

## 友好親善町
- 新潟県南魚沼市（旧大和町 (新潟県)）

## 地域

### 教育

#### 保育所
- 4校 - 太東、長者、古沢、中根

#### 小学校
- 4校 - 太東、長者、古沢、中根

#### 中学校
- 1校 - 岬

#### 高等学校
- 1校 - 岬

## 交通

### 鉄道
- 東日本旅客鉄道
  - ■ 外房線
    - 太東駅 - 長者町駅 - 三門駅

### 道路
- 一般国道
  - 国道128号
- 主要地方道
  - 千葉県道85号茂原夷隅線
- 一般県道
  - 千葉県道152号一宮椎木長者線
  - 千葉県道153号夷隅太東線
  - 千葉県道154号夷隅長者線
  - 千葉県道229号太東停車場線
  - 千葉県道230号長者町停車場線
  - 千葉県道274号松丸一宮線

## 名所・旧跡・観光スポット・祭事・催事
- 太東岬
- 太東海水浴場
- サーフィンスポットの一つとして知られる。
- 清水寺（坂東三十三観音霊場29番札所）

## 岬町出身の有名人
- 春日錦孝嘉 元大相撲力士(最高位西前頭5枚目)、元竹縄親方
- 増田明美 ロス五輪のマラソン日本代表
- 森花子 NHKアナウンサー - 甲府→水戸→東京→水戸
- 森葉子 テレビ朝日アナウンサー - 上記、森花子の妹